# Ein Brief, der nie ankam
Ein Brief, der nie ankam (russisch Неотправленное письмо / Neotprawlennoje pismo) ist ein Drama des sowjetischen Regisseurs Michail Kalatosow aus dem Jahre 1959, produziert von den Filmstudios Mosfilm. Der Film nahm an den Filmfestspielen von Cannes 1960 teil und kam am 16. Dezember 1960 unter dem Titel Ein Brief, der nicht abging in die Kinos der DDR; ein Jahr später wurde er unter dem Titel Ein Brief, der nie ankam auch in den bundesdeutschen Kinos gezeigt.

## Handlung
Ein Führer, Konstantin Sabinin, und drei Geologen – Tanja, Andrei und Sergei – werden mit einem Flugzeug in die boreale Taiga Zentralsibiriens gebracht, um nach Diamanten zu suchen. Während des Fluges beginnt Konstantin, einen Brief an seine Frau zu schreiben, in dem er seine Gefühle bezüglich der Expedition schildert. Schon früh während der Suche äußert Sergei Eifersucht auf Andrei, der Tanjas Zuneigung genießt. Die Spannungen zwischen den beiden eskalieren während der Vogeljagd zur Nahrungsbeschaffung, als Sergei Andrei ins Gesicht schlägt.
Nachdem der Versuch, in Flüssen nach Diamanten zu waschen, erfolglos bleibt, beginnt die Gruppe mit mühsamen Grabungen an einem Berghang mit Spitzhacken. Als sie völlig erschöpft sind, entdeckt Tanja schließlich Diamanten im Boden, was zu einer ekstatischen Feier der Gruppe führt. Andrei nutzt sein Funkgerät, um das Basiscamp in Petrow über den Fund zu informieren, und die Gruppe bereitet sich darauf vor, in die Zivilisation zurückzukehren. Sie packen ihre Vorräte in ein Kanu. In der Nacht wachen sie auf und finden sich mitten in einem Waldbrand wieder. Sergei versucht, einige der im Kanu verpackten Vorräte zu retten, wird jedoch von einem brennenden Baum erschlagen.
Andrei funkt das Basiscamp in Petrow, doch dort kann man ihn nicht verstehen; stattdessen gratuliert man der Gruppe zur Entdeckung und betont ihre Bedeutung für die Sowjetunion – sogar ein Glückwunschtelegramm aus Moskau sei eingetroffen. Kurz darauf empfängt das Trio eine Nachricht über Funk, dass Suchtrupps nach ihnen Ausschau halten. Ein Flugzeug überfliegt sie, aber sie schaffen es nicht, auf sich aufmerksam zu machen.
Die Gruppe zieht weiter, muss jedoch den verletzten Andrei auf einer provisorischen Trage transportieren. Andrei fühlt sich als Last und bittet Konstantin und Tanja, ihn zurückzulassen, doch sie weigern sich. Eines Morgens wachen Konstantin und Tanja auf und stellen fest, dass Andrei verschwunden ist – Tanja ist am Boden zerstört. Konstantin und Tanja setzen ihren Weg fort, begegnen einem weiteren Flugzeug, doch auch diesmal gelingt es ihnen nicht, auf sich aufmerksam zu machen. Entkräftet legen sie sich auf einem Hang zum Ausruhen nieder und wachen zugeschneit auf. Als das Wetter sich weiter verschlechtert, erliegt Tanja schließlich den Elementen – Konstantin bleibt allein zurück.
Trotz allem bleibt Konstantin entschlossen und lässt sich auf einem selbstgebauten Floß den zugefrorenen Fluss hinuntertreiben. Unterwegs hat er eine Vision, in der er in Sicherheit zurückkehrt und von seiner Frau Vera und ihrem Sohn begrüßt wird. Schließlich verliert er das Bewusstsein, und sein Floß bleibt an einer Schneewehe im Fluss stecken. Kurz darauf entdecken Suchende in einem Hubschrauber ihn im Schnee liegend. Zunächst halten sie ihn für tot, doch während sie mit einem Stethoskop nach einem Herzschlag lauschen, öffnet er langsam die Augen.

## Kritiken
„Michail Kalatosow, der Regisseur von ‚Wenn die Kraniche ziehen‘, hat das Helden-Epos mit sichtlichem Vergnügen an optischem Pathos ins Bild gesetzt: Mächtig prasselt der Waldbrand, und heroisch heben sich die Silhouetten der Geologen vom Naturpanorama ab. Als Hauptdarstellerin strapaziert Tatjana Samoilowa ihren berühmten Kirgisenblick, aber die extreme Schlichtheit der Charaktere verurteilt den Film zu Sterilität.“

„Ein vorwiegend auf die Wirkung der betörend schönen Bilder hin inszenierter Film. Die Handlung bleibt eher pathetisch und unglaubhaft.“